# 89973 Aranyjános
A 89973 Aranyjános (ideiglenes jelöléssel 2002 RR117) a Naprendszer kisbolygóövében található aszteroida. Sárneczky Krisztián fedezte fel 2002. szeptember 8-án.
Nevét Arany János magyar költő után kapta.